# 슬픔의 벨라돈나
《슬픔의 벨라돈나》(일본어: 哀しみのベラドンナ)는 1973년 개봉한 일본의 애니메이션 영화이다. 야마모토 에이치가 감독과 공동각본을 맡았다.